# Stationsberg
De Stationsberg is een heuvel en straat in de Vlaamse Ardennen gelegen in Etikhove, een dorp in de Belgische gemeente Maarkedal. De kasseiweg klimt van de Nederholbeekstraat in het oosten omhoog naar de Steenbeekdries in het westen. Aan de voet dwarst de straat de spoorlijn Oudenaarde-Ronse en maakt er een bocht rond het station Etikhove. 

## Historiek
De verbindingsstraat werd in de jaren 1860 aangelegd. De kasseiweg werd in 1995 beschermd als monument.
Het gemeentebestuur van Maarkedal diende in 2013 een subsidiedossier in deze kasseistrook te restaureren. In 2019 keerde toenmalig Vlaams minister-president Geert Bourgeois een subsidie van 1.331.099,88 euro toe om de beschermde kasseiwegen Mariaborrestraat, Steenbeekdries, Stationsberg en Eikenberg in Maarkedal te restaureren. De start van deze werken is voorzien voor de zomer van 2022.

## Wielrennen
In het wielrennen wordt de helling regelmatig beklommen in de E3-Prijs. De helling bestaat uit kasseien. Op de top rechtsaf volgt de afdaling van de Steenbeekdries.
In de Ronde van Vlaanderen wordt de Stationsberg de laatste jaren afgedaald, na de beklimming van voornoemde Steenbeekdries, op weg naar de Taaienberg of Ronse. De Stationsberg maakt in de Ronde deel uit van de kasseistrook Mariaborrestraat.
De helling is als afdaling ook opgenomen in de blauwe lus van de recreatieve fietsroute Ronde van Vlaanderenroute.